# A Go Go
A Go Go ist das sechsundzwanzigste Album des Jazz-Gitarristen John Scofield. Der Titel des Albums bedeutet so viel wie „in Hülle und Fülle“.

## Entstehung
Das Album ist Scofields erste Kollaboration mit dem Trio Medeski, Martin & Wood. Seine Tochter hatte ihn auf die Gruppe aufmerksam gemacht, die er daraufhin als seine Rhythmusgruppe engagierte. Als er sich zur Zusammenarbeit entschloss, rief er bei der Gruppe an: „Zuerst dachten wir, das kann nicht wahr sein. Irgendjemand hat sich das ausgedacht. Aber es war wirklich seine Stimme. Natürlich war es ein großartiges Gefühl, dass jemand wie Scofield uns anruft, um auf seinem Album mitzumachen.“
Nach Einschätzung von John Medeski hat Scofield mehr von dem Trio „profitiert, zumindest was die USA angeht. Die meisten amerikanischen Musiker haben nur in Europa die Möglichkeit, kreative Musik zu machen, aber wir können es hier tun. In Europa kennt uns keiner, und daher haben wir dort wahrscheinlich mehr durch Scofields Namen profitiert.“
Das Album wurde in den Avatar Studios in New York City aufgenommen.

## Inhalt
Die Musikstücke des Albums sind untereinander sehr verschieden; während Chank sehr vom Funk beeinflusst ist, ist das Zwischenspiel Kubrick eine „ruhige Atempause“. Zusammen bilden sie „ein musikalisches Feuerwerk an originellen Kompositionen und abenteuerlichen Improvisationen das seinesgleichen sucht.“

## Titelliste
1. A Go Go – 6:36
2. Chank – 6:47
3. Boozer – 5:28
4. Southern Pacific – 5:14
5. Jeep on 35 – 4:31
6. Kubrick – 2:41
7. Green Tea – 5:12
8. Hottentot – 6:46
9. Chicken Dog – 6:22
10. Deadzy – 2:42

## Rezeption
Nach Ansicht der Zeitschrift Jazzthetik schaffte der in den 1990er-Jahren „schon fast zur Vergangenheit zählende John Scofield“ mit diesem Album ein „Comeback“. Auf diesem Album „bekommt Scofield die Chance, so funkig zu spielen, wie er sich manchmal selbst findet“ (so Tim DiGravina in seiner Kritik für Allmusic), während MMWs „dahinschlängelnde Grooves durch Scofields Gitarrenspiel strukturiert werden“.
Die ständige Neuerfindung von Scofields Stil wird sowohl generell als auch speziell bei A Go Go gelobt. Die Website jazztimes.com vergleicht diese Kollaboration mit der des Gitarristen Jim Hall mit dem Pianisten Bill Evans sowie mit der von Jimmy Nolen und James Brown. Allmusic lobt Scofields Gitarrenspiel als „traumwandlerisch sicheres Weben im Klangnetz des jungen Trios“. Das Jazz-Magazin Down Beat gab dem Album in seiner Rezension hingegen nur dreieinhalb von fünf Punkten.